# Флавий Малий Теодор
Флавий Малий Теодор (на латински: Flavius Mallius Theodorus) e политик и писател на Римската империя през края на 4 и началото на 5 век.
Малий e християнин и автор на произведения по философия, геометрия и астрономия. Книгата му De metris e запазена.
Започва като адвокат при преториански префект, след това е praeses на район в Африка, управител (consularis) на провинция Македония, magister epistularum на Грациан и comes sacrarum largitionum. През 382/383 г. е преториански префект на Галия и през 397/399 и 408/409 г. преториански префект на Италия. През 399 г. Малий е консул.